# 锡兰伏翼
锡兰伏翼（学名：Pipistrellus ceylonicus）为蝙蝠科伏翼属的动物。在中国大陆，分布于广西、海南等地，多见于田野。该物种的模式产地在斯里兰卡。

## 亚种
- 锡兰伏翼北部湾亚种（学名：Pipistrellus ceylonicus raptor），Thomas于1904年命名。在中国大陆，分布于广西等地。该物种的模式产地在越南。[2]
- 锡兰伏翼东方亚种（学名：Pipistrellus ceylonicus tonfongensis），Wang于1966年命名。在中国大陆，分布于海南等地。该物种的模式产地在海南东方,那大。[3]